# Loris Gréaud
Loris Gréaud (ur. 1979 w Eaubonne) – francuski artysta konceptualny.
Studiował muzykę, film, grafikę i sztuki piękne, m.in. na École nationale supérieure des beaux-arts w Paryżu. W swojej sztuce kładzie nacisk przede wszystkim na proces twórczy, a nie akt finalny. W tym celu współpracuje z przedstawicielami różnych dziedzin sztuki, a także dyscyplin technicznych. W dużym stopniu twórczość artysty inspirowana jest dokonaniami amerykańskiego konstruktora i wynalazcy Buckminstera Fullera. Jedna z myśli artysty mówi: Nieudane dzieło sztuki, to takie, które można zdefiniować.
Gréaud wystawiał swoje prace m.in. w Hongkongu, Tokio, Londynie, Berlinie, Mediolanie, Los Angeles i Nowym Jorku, a także w Paryżu. Jedyna dotąd wystawa w Polsce odbyła się w 2010 w Poznaniu – w Starym Browarze z inicjatywy Art Stations Foundation.